# Weingarten (Thüringen)
Weingarten is een ortsteil van de landgemeente Hörsel in de Duitse deelstaat Thüringen. Tot 1 december 2011 was Weingarten een zelfstandige gemeente.